# Tracy (Misuri)
Tracy es una ciudad ubicada en el condado de Platte en el estado estadounidense de Misuri. En el Censo de 2010 tenía una población de 208 habitantes y una densidad poblacional de 192,59 personas por km².

## Geografía
Tracy se encuentra ubicada en las coordenadas 39°22′41″N 94°47′31″O / 39.37806, -94.79194. Según la Oficina del Censo de los Estados Unidos, Tracy tiene una superficie total de 1.08 km², de la cual 1.06 km² corresponden a tierra firme y (1.68%) 0.02 km² es agua.

## Demografía
Según el censo de 2010, había 208 personas residiendo en Tracy. La densidad de población era de 192,59 hab./km². De los 208 habitantes, Tracy estaba compuesto por el 98.56% blancos, el 0% eran afroamericanos, el 0% eran amerindios, el 0.48% eran asiáticos, el 0% eran isleños del Pacífico, el 0% eran de otras razas y el 0.96% pertenecían a dos o más razas. Del total de la población el 3.37% eran hispanos o latinos de cualquier raza.